# 卡斯托·普拉森西亚
卡斯托·普拉森西亚-马埃斯特罗（西班牙語：Casto Plasencia y Maestro，1846年7月17日—1890年5月18日）是西班牙风景画、肖像画和壁画家。

## 生平
出生于瓜达拉哈拉省卡尼伊萨尔。父亲是赤脚医生。在十几岁时父亲逝世，不幸成为孤儿。在几位当地贵族的赞助下来到马德里，进入皇家聖費爾南多美術學院学习绘画，后来与弗朗西斯科·普拉迪利亚、亚历杭德罗·费兰特-费希尔曼斯和曼努埃尔·卡斯特利亚诺等同学成为第一批获得奖学金到罗马学习的优等生之一。他1878年的画作《罗马共和国的起源》（Origen de la República romana）获得了许多奖项，也因此成名。
后来他还被皇室邀请，为阿方索十二世和玛丽亚女王作肖像画。他也擅长宗教题材的画作，是为马德里大聖方濟各聖殿主圆顶作壁画的画家之一。他还为利纳雷斯宫做过装饰画。
1884年夏，他与同事来到阿斯图里亚斯的穆罗斯德纳隆旅行，他被乡村的风土人情所吸引，每年夏季都会和朋友、学生来这里进行露天画创作活动。1890年在马德里逝世，享年43岁。

## 主要作品

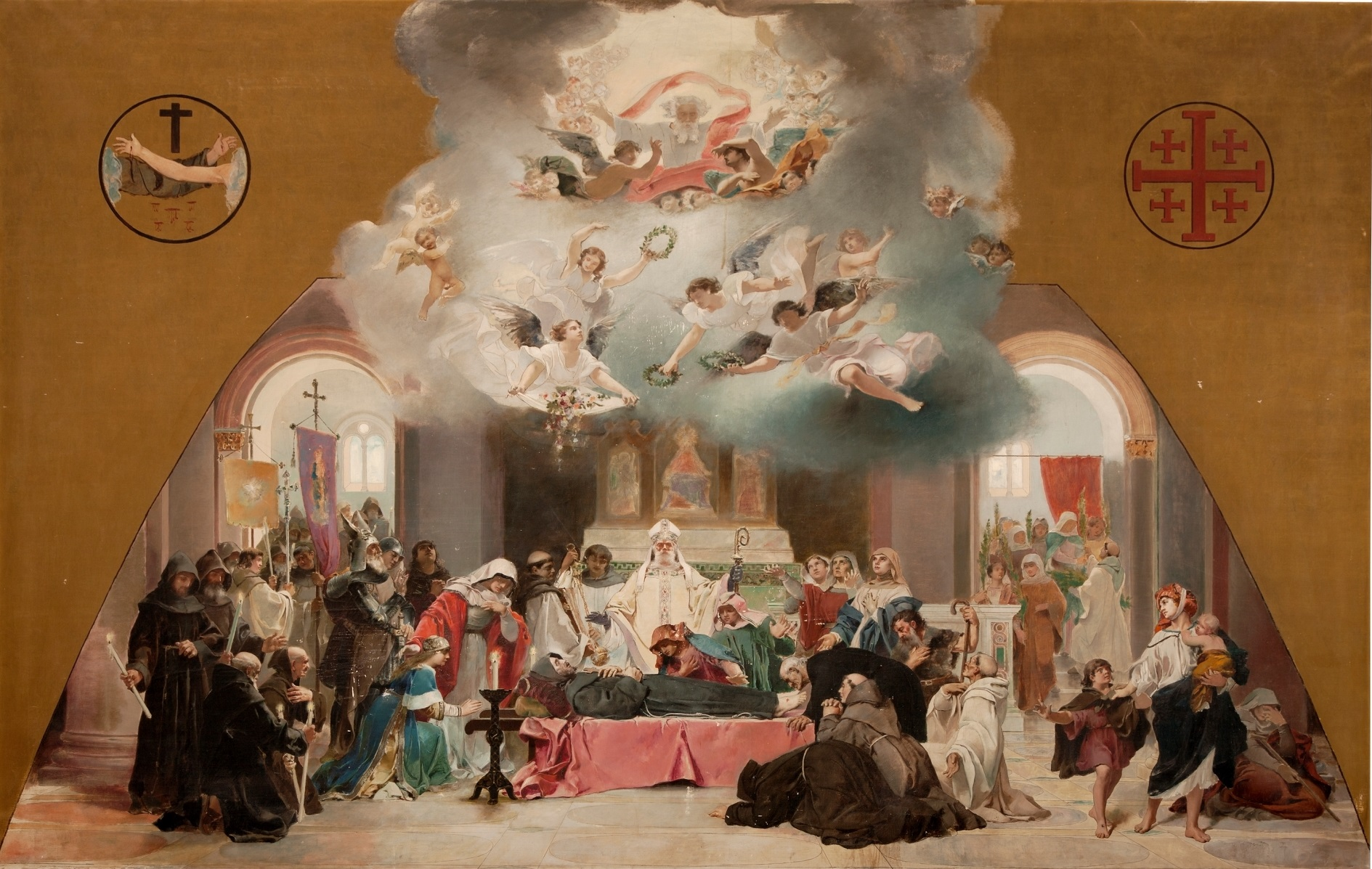
《方济各的逝世》，1885年
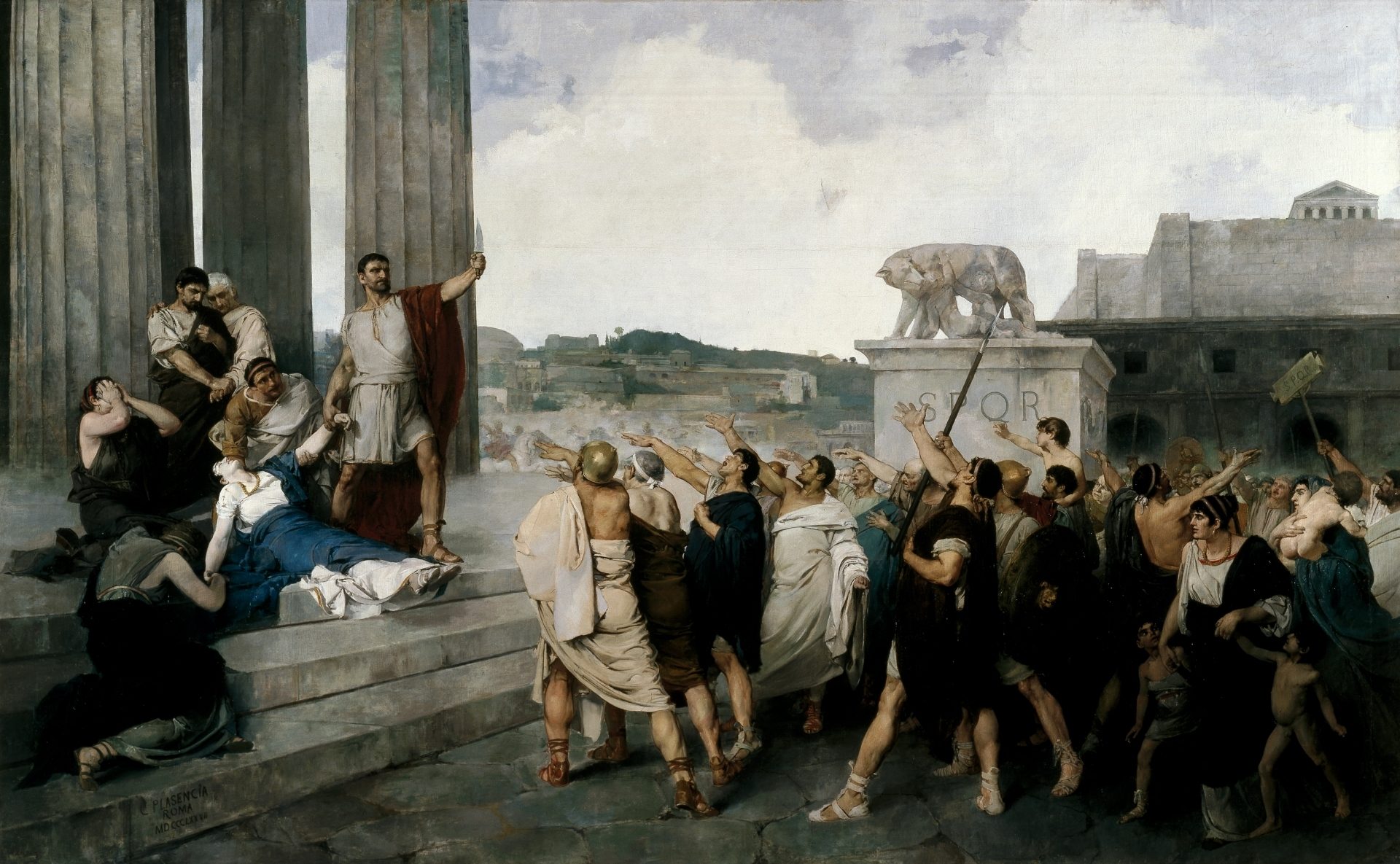
《罗马共和国的起源》，1877年

## 扩展阅读
- Juan Dijes Antón, Manuel Sagredo y Martín: Biografías de Hijos Ilustres de la Provincia de Guadalajara. Tipografia y encuadernación provincial, Guadalajara, 1889.
- Esteban Casado Alcalde: Pintores de la Academia de Roma. La primera promoción. Barcelona: Lunwerg Editores, 1990, ISBN 84-7782-088-0.